# Byttneria irwinii
Byttneria irwinii är en malvaväxtart som beskrevs av C.L. Cristobal. Byttneria irwinii ingår i släktet Byttneria och familjen malvaväxter. Inga underarter finns listade i Catalogue of Life.